# Alniaria
Alniaria (лат.) — род цветковых растений семейства Розоцветные (Rosaceae), произрастающих в Китае, Тайване, Корее, Японии и на Дальнем Востоке России. В 2018 году он был выделен из рода Sorbus sensu lato.

## Виды
Принимаются следующие виды:
- Alniaria alnifolia (Siebold & Zucc.) Rushforth = Sorbus alnifolia (Siebold & Zucc.) K. Koch — Рябина ольхолистная
- Alniaria chengii (C.J.Qi) Rushforth
- Alniaria folgneri (C.K.Schneid.) Rushforth — Алниария Фолгнера, или Рябина Фолгнера[4]
- Alniaria hunanica (C.J.Qi) Rushforth
- Alniaria nubium (Hand.-Mazz.) Rushforth
- Alniaria tsinlingensis (C.L.Tang) Rushforth
- Alniaria yuana (Spongberg) Rushforth — Алниария Юя, или Рябина Юя, или Мелкоплодник Юя = [syn.  Sorbus yuana Spongberg][5]